# Continental Indoor Football League

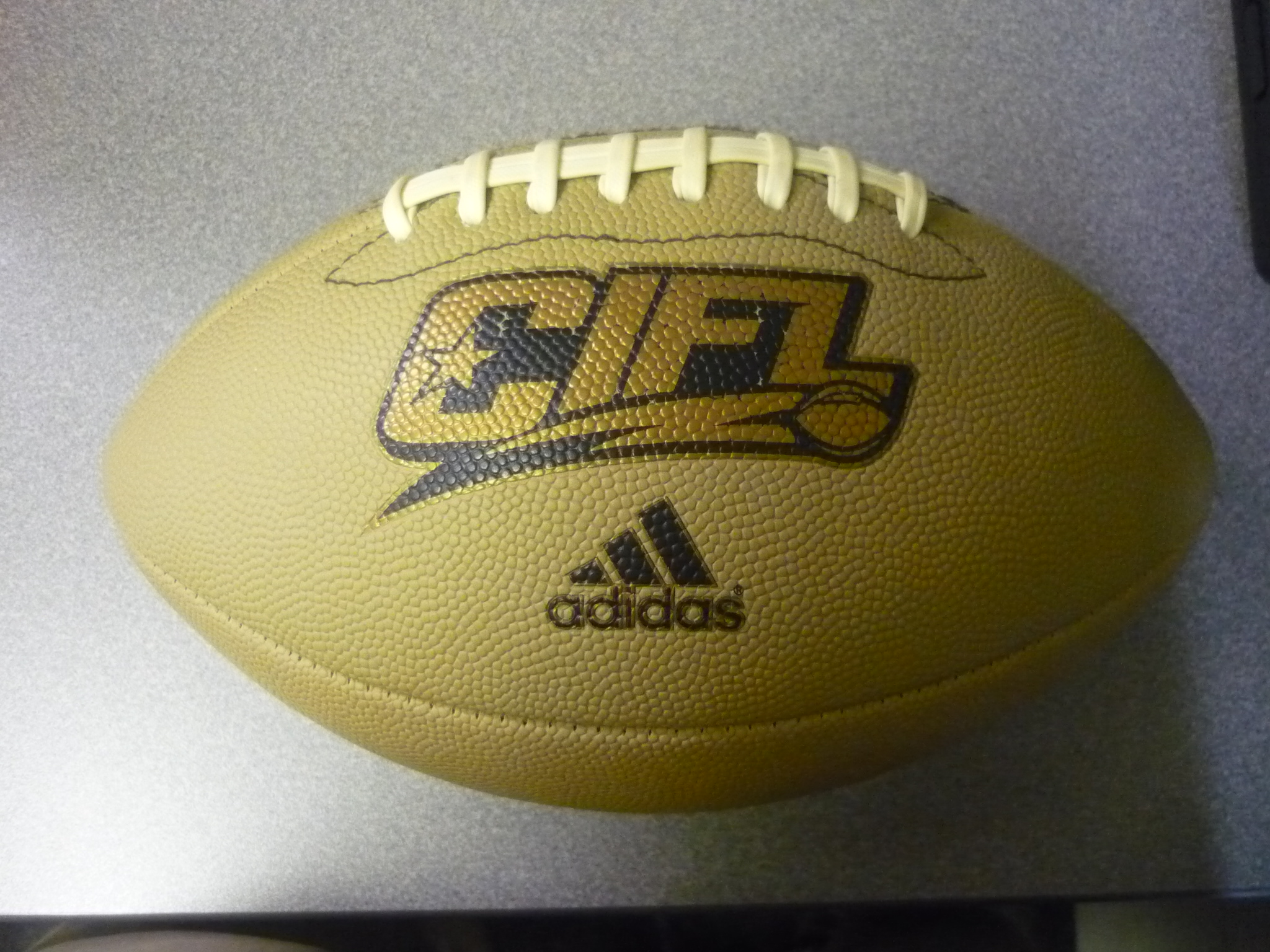
Il pallone ufficiale della CIFL

La Continental Indoor Football League (CIFL) è stata una lega nordamericana di indoor football con sede negli USA nordorientali.  La sua attività è iniziata nell'aprile 2006 come Great Lakes Indoor Football League (GLIFL). Fu creata da Jeff Spitaleri, suo fratello Eric e Cory Trapp, tutti di Canton, Ohio.
La lega inizialmente era nota con il nome di OPIFL (Ohio-Penn Indoor Football League), ma poi i proprietari cercarono di aumentarne l'appeal espandendone l'attività a tutta la regione dei Grandi Laghi. Nel 2007 la lega si espanse, salendo a 14 squadre, e cambiando nome in Continental Indoor Football League. Nella stagione successiva il numero di squadre crebbe a 15, ma dal 2009 il numero cominciò a calare.
La lega ha sospeso le attività al termine della stagione 2014.

## Albo d'oro
Finali
| Anno | Vincitore            | Perdente           | Ris.  |
| ---- | -------------------- | ------------------ | ----- |
| 2006 | Port Huron Pirates   | Rochester Raiders  | 40-34 |
| 2007 | Rochester Raiders    | Port Huron Pirates | 37-27 |
| 2008 | Saginaw Sting        | Kalamazoo Xplosion | 41-37 |
| 2009 | Chicago Slaughter    | Fort Wayne Freedom | 58-48 |
| 2010 | Cincinnati Commandos | Wisconsin Wolfpack | 54-40 |
| 2011 | Cincinnati Commandos | Marion Blue Racers | 44-29 |
| 2012 | Saginaw Sting        | Dayton Silverbacks | 35-7  |
| 2013 | Erie Explosion       | Saginaw Sting      | 37-36 |
| 2014 | Erie Explosion       | Marion Blue Racers | 38-26 |